# Pax (Unix)
 (septembre 2023).
Pour les articles homonymes, voir Pax.
pax est un utilitaire d'archivage ainsi qu'un format de fichier utilisé sur Unix depuis [Quand ?]. Il est similaire à tar et cpio, et ses spécifications sont définies par le standard IEEE 1003.2 (POSIX.2). Le but de cet utilitaire est de réunir les outils d'archivages similaires tar et cpio en une seule commande dont les options, le format et le comportement sont standardisés.

## Utilisation
pax comporte deux modes principaux : 
- w (write) : pour la création d'archive
- r (read) : pour l'extraction d'une archive
- r et w : pour le mode de copie d'une partie de l'arborescence de fichiers vers une autre

- Extraction de fichiers d'une archive pax :

```
pax -r < test.pax 
```

- Création d'une archive pax :

```
find ./tmp -depth -print | pax -wd -f test.pax 
```

- Lecture du contenu d'une archive :

```
pax -f test.pax 
```

- Mode de copie vers un nouveau répertoire :

```
find . -print -depth | pax -r -w /Nouveau/Repertoire
```